# Nidwalden
Nidwalden är en kanton i centrala Schweiz. Den bröts ut ur Unterwalden.Nidwalden är en av de 26 kantoner som utgör Schweiziska edsförbundet. Den består av elva kommuner och regeringens och parlamentets säte ligger i Stans. Den betraktas traditionellt som en "halvkanton", den andra halvan är Obwalden. 

## Geografi
Nidwalden gränsar i väster till Obwalden (som även har exklaven Engelberg som gränsar till Nidwalden i öster), i söder till Bern, i öster till Uri samt i norr till Luzern och Schwyz. Under 1100-talet blev ägande av marken i kantonen gradvis mer koncentrerat - marken kom att ägas av ett antal adelsfamiljer och kloster. Men i slutet av 1200-talet hade de stora makterna i Nidwalden krympt till tre: Habsburgarna, Murbach-klostret och Engelberg-klostret. År 1291 köpte Rudolph av Habsburg Obwalden från Murbach-klostret. Som svar på detta reagerade folket i Nidwalden (Obwalden anslöt sig strax innan dokumentet undertecknades och de två halvorna bildade Unterwalden) till Uri och Schwyz för att bilda en allians som anses vara grunden till det gamla schweiziska förbundet.

### Indelning
Nidwalden är indelat i elva kommuner:
| - Beckenried - Buochs - Dallenwil - Emmetten - Ennetbürgen - Ennetmoos | - Hergiswil - Oberdorf - Stans - Stansstad - Wolfenschiessen |

## Ekonomi
Fram till 1900-talet dominerades Nidwalden av jordbruk. Nötkreatur och ost exporterades främst till Norditalien. Omkring år 1500 arbetade många människor i Nidwalden som legosoldater.
Från mitten av 1800-talet och framåt tog handel, industri och turism fart. Fram till mitten av 1900-talet dominerade dock jordbruket kantonen. Idag dominerar ett stort antal små och medelstora företag ekonomin. Den största arbetsgivaren är flygplanstillverkaren Pilatus. De små och medelstora företagen är verksamma inom en mängd olika områden. Många är specialiserade på maskinkonstruktion, medicinsk utrustning, internationell handel, optik, och elektronik.
Traditionella områden som skogsbruk och jordbruk är fortfarande viktiga. Jordbruket är specialiserat på boskaps- och mjölkproduktion. Gårdarna drivs fortfarande av enskilda familjer, i många fall utan anställd personal. Kantonen Nidwalden i Schweiz hade den lägsta skattenivån för företag i hela världen 2021. 

## Politik
Landsgemeinde avskaffades 1996.

### Direkt demokrati
1. Obligatoriska folkomröstningar krävs för författningsändringar, engångsutgifter som överstiger 5 miljoner schweizerfranc, årligen återkommande utgifter som överstiger 500 000 franc.
2. Vid lagändringar krävs folkomröstning om 250 medborgare framlagt en motproposition mot den av kantonsparlamentet antagna propositionen.
3. Övriga beslut av kantonsparlamentet skall underställas folkomröstning om 250 medborgare kräver det. Det gäller även vid fastställande av skattesatsen.
4. 250 medborgare kan genom folkinitiativ lägga fram propositioner med ändringar i konstitutionen och lagstiftningen.

### Kantonsparlamentet
Kantonsparlamentet kallas Landrat (landsrådet). Det består av 60 ledamöter valda på fyra år genom proportionella val. Det senaste landsrådsvalet ägde rum 2014. De borgerliga partierna Schweiziska folkpartiet fick 17 platser, Schweiz kristdemokratiska folkparti 17 och FDP. Liberalerna med 15 platser har majoritet. Grüne Nidwalden har åtta platser och Schweiz socialdemokratiska parti har tre.

### Kantonsregeringen
Kantonsregeringen kallas Regierungsrat (regeringsrådet) och består av sju ledamöter. Det väljs direkt av folket för fyra år i majoritetsval; vid behov i två valomgångar. Ordföranden har titeln Landammann, vice ordföranden Landesstatthalter; båda väljs för ett år i taget av regeringsrådet. Regeringsrådet valdes 2014 och består av två representanter för  Schweiziska folkpartiet, två för Schweiz kristdemokratiska folkparti och tre för FDP. Liberalerna.